# Hydraena bactriana
Hydraena bactriana är en skalbaggsart som beskrevs av Emile Janssens 1962. Hydraena bactriana ingår i släktet Hydraena och familjen vattenbrynsbaggar. Inga underarter finns listade i Catalogue of Life.